# Маракаибо (језеро)
Језеро Маракаибо (шп. Lago de Maracaibo, Lago del Zulia) је језеро и морски залив (по некима континентално море) на северозападу Венецуеле.На северу је повезано плитким каналом Сан Карлос (дубина 2 до 4 m) са Венецуеланским заливом. Воду прима из мноштва река од којих је највећа Кататумбо. Вода у језеру је полуслана. 
Језеро Маракаибо је највеће језеро Јужне Америке, са површином од 13210 km². То је једно од најстаријих језера на свету (по неким оценама друго по старости). На обалама језера живи четвртина становништва Венецуеле. Источна обала језера Маракаибо је веома богата нафтом.

## Географија
Језеро Маракаибо се налази у низији Маракаибо у раседном басену између планина Перија и планина Мерида на Источним планинама Кордиљера у северозападној Венецуели. Језеро је у облику вазе. Дугачкo је 210 km од севера ка југу, 121 km широка од истока ка западу, и покрива површину од 13.512 km². Највећа дубина је 35 m, дужина обале је око 1000 km, а запремина је око 280 km³. Највећа река која улази у језеро, река Кататумбо, улази у језеро од запада ка истоку, обезбеђујући 57% воде која улази у језеро. Поред утицаја преовлађујућег ветра, вода језера кружи у супротном смеру казаљке на сату. Ту су и река Санта Ана, река Чама, река Мотатан, река Ескаланте и педесетак других река које се у њега уливају.
Језеро Маракаибо је дубоко на југу и плитко на северу. Северна половина језера, која изгледа као уско грло, дуга је 55 km. Југоисточна ивица језерске котлине са равним дном је стрма, а северозападна је питома. Слабо је слан због утицаја плиме и осеке, а укупни салинитет је између 1,5 и 3,8%. Река Кататумбо формира делту у облику птичјег стопала на југозападу језерског басена, а површинска језерска вода у делти има салинитет од само 0,13%. Међутим, продор морске воде са ушћа у језеро чини салинитет приднене језерске воде већим и достиже 0,2-0,3%. Север је повезан са Венецуеланским заливом, а рачва на ушћу језера простире се на око 26 km.
Средња годишња температура језерског подручја је 28 °C, падавина је више на југу а мање на северу, а просечна годишња количина падавина на југу износи 1400 mm. Планински ветар са Анда ноћу долази у контакт са топлим и влажним ваздухом на површини језера, формирајући у просеку 297 mm годишње. Невреме са грмљавином чини подручје језера местом са најчешћим муњама на земљи. У просеку годишње има око 233 удара грома по квадратном километру. Ноћне олује се јављају у просеку око 297 дана годишње. На свом врхунцу у септембру, подручје језера може доживети до 280 удара грома на сат, приближно 28 удара грома у минути, у трајању до 9 сати, и способно је да осветли ноћну навигацију.

## Историја
Језеро Маракаибо је једно од најстаријих језера на свету. Настало је пре 36 милиона година када су се раседи урушили након што су Анди подигнути у касном еоцену. У геолошкој историји, морска и слатка вода су се смењивале много пута, и поплавиле су то подручје. На крају последњег глацијалног периода, ниво мора је порастао, повезујући језеро Маракаибо директно са Атлантским океаном, а лакша слатка вода плутала је на тежим сланим водама, узрокујући таложење хранљивих материја на дну језера, формирајући формацију на стени. Дебљина седимента премашује пет километара.
Флота шпанског истраживача Алонса де Охеде допловила је овде 24. августа 1499. године. То је био први пут да су Европљани ушли у ову област. Шпанија је два пута покушала да успостави насеља око језера 1529. и 1569. године, али је град Маракаибо успешно основан тек 1574. године. Венецуела је 24. јуна 1823. победила у чувеној Бици на језеру Маракаибо током Венецуеланског рата за независност.
Првобитна дубина ушћа језера, која је била само нешто више од 4 m, повећана је на 8 m након багеровања 1930-их, а камени лукобран дуг 3 km је додатно повећан на 11 m након његовог завршетка 1957. године, што је омогућило океанским танкерима да уђу у језеро,  Истовремено, северни део, који је првобитно био слатка вода, постао је бочаст. Мост генерала Рафаела Уданета од 8.678 m преко језера који повезује Маракаибо и Санта Риту завршен је 1962. године.

## Индустрија
Језеро Маракаибо је богато ресурсима нафте и гаса и познато је као „нафтно језеро“. Први Шпанци који су стигли користили су катран који је цурио из језера за попуњавање бродских пукотина. Нафтно поље Маракаибо откривено је 1914. године, прва нафтна бушотина је изграђена 1917. године, а експлоатација великих размера почела је 1922. године. Нафтна поља су концентрисана на североистоку и северозападу језера, а слојеви за производњу нафте су углавном терцијарни пешчар и кречњак из креде, са површином која садржи угљоводонике од 1.300 km², углавном концентрисаним у приобалним водама на 105 km дугом и 32 km широком сегменту на истоку језера. Извађена нафта чини 75% укупне производње нафте у Венецуели.
Маракаибо на северозападној обали је главни град државе Зулија, други по величини град у Венецуели и важна лука за извоз нафте у свету. Подручје језера је такође важно подручје за риболов и пољопривредну производњу у Венецуели, издржавајући више од 20.000 рибара, од којих многи живе у шареним традиционалним кућама на штулама изграђеним од гвоздених лимова на језеру. Главни усеви на јужној обали језера су банане, кикирики, какао, кокос, шећерна трска и кафа, на западној обали језера развијена је млечна индустрија.
Језеро Маракаибо и река Кататумбо су главне саобраћајне линије за транспорт робе у оближњој области, а град Маракаибо је центар за претовар кафе произведене у Андима. Пловни пут омогућава пролаз за велике поморске бродове и танкере за нафту, извозећи сирову нафту и пољопривредне и сточарске производе са андских планина и језера. У Језерском округу живи четвртина становништва Венецуеле, а са приливом фармера из оближњих Анда, становништво Језерског округа је порасло са око 300.000 у 1936. на преко 3,62 милиона у 2007. години.

## Природа
Језеро Маракаибо је извор шкољки, плавих краба, шкампа и других водених производа, а такође је дом два угрожена водена сисара, северноамеричког ламантина и амазонског делфина. У језеру живи око 145 врста риба, укључујући многе ендемске врсте као што су маракаибски полузакачени сом, маракаибски длакави сом, маракаибски сом језера Ламонт, маракаибска језерска тетра, и маракаибски вучји инћуни које живе у површинским водама.
Језеро је избушено око 14.000 пута, а више од 15.000 миља цевовода за нафту и гас прелази преко дна језера, али већина ових цевовода је стара пола века, и нафта цури из многих застарелих подводних цеви. Пре 1950-их, језерска вода је још увек могла да се користи директно за кућну употребу, али је тада услед продора плимне слане воде изазване проширењем ушћа језера, салинитет северног језерског подручја повећан за око 1.000%, а на југу је такође порастао за 300-500%.
У градовима поред језера, као што је град Маракаибо, вода језера је загађена са E. coli из фекалија, загађења уљем и еутрофикације узроковане пољопривредном канализацијом која се испушта у језеро, као и кућним и индустријским отпадним водама, што доводи до цветања водних лешака и зелене алге. У пролеће 2004. падале су обилне кише у басену језера Маракаибо, што је изазвало велики прилив слатке воде у језеро. Ово је довело до тога да хранљиве материје првобитно депоноване на дну језера испливају на површину језера, што је заузврат омогућило да се водни лешак брзо умножава и изазвано је цветање које је трајало и до осам месеци. У јуну је примећено да је цветање прекрило 18% језера, и локална влада је морала да почне да троши око 2 милиона долара месечно на радове на чишћењу.